# Пиротти, Помпилий Мария
Святой Помпилий Мария Пиротти (итал. Pompilio Maria Pirrotti) или Помпилий Мария Святого Николая, урожд. Доменико Микеле Джован Баттиста Пиротти (итал. Domenico Michele Giovan Battista Pirrotti, 29 сентября 1710[…], Монтекальво-Ирпино, Неаполитанское королевство[…] — 15 июля 1766[…], Кампи-Салентина, Неаполитанское королевство[…]) — итальянский священник-пиарист. 

## Жизнь
Родился 29 сентября 1710 года в семье аристократа Джироламо Пиротти и Орсолы Боззути. Его отец был доктором юридических наук. Несмотря на возражения родителей, 16-летний Пиротти сбежал из дома и отправился в Беневенто, чтобы вступить в религиозный орден. Позже отец благословил выбор сына. В 1727 году поступил в новициат ордена пиаристов в церкви Санта-Мария-ди-Караваджо в Неаполе. Уже через год принёс монашеские обеты в Бриндизи и принял имя Помпилий Мария Святого Николая в честь умершего брата.
Пиротти отправили в Кьети для продолжения образования. Примерно в это же время он заболел, и его перевели в Мельфи в Потенце, где климат считался лучше для здоровья. В 1733 году после выздоровления отправился для дальнейшего обучения в Тури в Бари, где также преподавал литературу. По возвращении в Неаполь был назначен настоятелем обители пиаристов в Лечче и по совместительству наставником послушников. Был рукоположен в священники 20 марта 1734 года архиепископом Бриндизи Андреа Маддалена. Служил в Бриндизи с 1736 по 1739 год и в Ортоне с 1739 по 1742 год.
С 1747 года начал подвергаться преследованиям со стороны недоброжелателей, в результате чего кардинала-архиепископ Неаполя Антонио Серсале запретил Пиротти выслушивать исповеди. Позже король Карл III подписал указ, который привёл к изгнанию священника из Неаполитанского королевства; позже он отменил указ под давлением общественности. Основал общество «Милосердие Господне», которое проповедовало христианские добродетели и занималось уходом за умирающими.
Весной 1765 году Пиротти отправился в долгое путешествие в Анкону. Оказался недалеко от своего родного города — Монтекальво-Ирпино — во время разразившегося там голода и раздавал хлеб голодающим. В городе и его окрестностях Пиротти стали почитать святым. Прибыл в Лечче в середине 12 июля 1766 года. После мессы 13 июля ему внезапно стало плохо, и он слёг в постель. Скончался через два дня, 15 июля, и был похоронен здесь же, в Апулии.

## Почитание
Беатифицирован 26 января 1890 года папой Львом XIII; канонизирован 19 марта 1934 года папой Пием XI. В 1966 году мощи Пиротти были перенесены в специально построенный для него санктуарий в Кампи-Салентина.
День памяти — 15 июля.